# Río Bueno
El río Bueno es un curso natural de agua emisario del lago Ranco y es el límite administrativo entre la Región de Los Ríos y la Región de Los Lagos desde su unión con el río Pilmaiquen. Desemboca sus aguas en el océano Pacífico.

## Trayecto
El río Bueno tiene una longitud de 200 km y drena una cuenca hidrográfica de 17.210 km² de extensión. En el curso superior, la pendiente es fuerte, intercalándose varios rápidos. El curso inferior desde Trumao hasta su desembocadura es navegable por pequeñas embarcaciones, siendo su escurrimiento lento y caudaloso. La cuenca hidrográfica que lleva su nombre incluye 8 subcuencas y 44 subsubcuencas.
El río Bueno nace en el extremo poniente del lago Ranco y tras recorrer 130 km. en dirección general E-W desemboca en el Pacífico al norte de la punta Dehui ya que actualmente en su desembocadura existe una barra de arena que impide la navegación mayor desde el mar hacia el río y viceversa.
El río Bueno recibe sus más importantes tributarios por el sur, donde esta hoya alcanza su mayor desarrollo. Se destacan como afluentes principales el río Pilmaiquén (primer afluente) que se une al Bueno quince kilómetros aguas abajo de la ciudad de Río Bueno y el río Rahue que se une al río Bueno a 40 km. antes de su desembocadura en el mar. 
Por su ribera norte, el río Bueno no recibe afluentes notables, a excepción de esteros de escaso desarrollo, siendo el más importante es el río Llollelhue, pero también aporta parte de su caudal el río Contra.

## Caudal y régimen
La cuenca del río Bueno tiene un régimen pluvial, con importantes crecidas en los meses de lluvia. Sin embargo, es posible advertir una leve influencia nival en la parte alta de la cuenca, en los afluentes del lago Ranco, los ríos Calcurrupe y Nilahue, y en el río Coihueco.: 21 

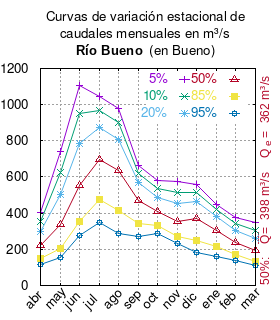
Curvas de variación estacional del río Bueno en Bueno.

El caudal del río (en un lugar fijo) varía en el tiempo, por lo que existen varias formas de representarlo. Una de ellas son las curvas de variación estacional que, tras largos periodos de mediciones, predicen estadísticamente el caudal mínimo que lleva el río con una probabilidad dada, llamada probabilidad de excedencia. La curva de color rojo ocre (con {\displaystyle {\color {Red}\vartriangle }}) muestra los caudales mensuales con probabilidad de excedencia de un 50%. Esto quiere decir que ese mes se han medido igual cantidad de caudales mayores que caudales menores a esa cantidad. Eso es la mediana (estadística), que se denota Qe, de la serie de caudales de ese mes. La media (estadística) es el promedio matemático de los caudales de ese mes y se denota {\displaystyle {\overline {Q}}}. 
Una vez calculados para cada mes, ambos valores son calculados para todo el año y pueden ser leídos en la columna vertical al lado derecho del diagrama. El significado de la probabilidad de excedencia del 5% es que, estadísticamente, el caudal es mayor solo una vez cada 20 años, el de 10% una vez cada 10 años, el de 20% una vez cada 5 años, el de 85% quince veces cada 16 años y la de 95% diecisiete veces cada 18 años. Dicho de otra forma, el 5% es el caudal de años extremadamente lluviosos, el 95% es el caudal de años extremadamente secos. De la estación de las crecidas puede deducirse si el caudal depende de las lluvias (mayo-julio) o del derretimiento de las nieves (septiembre-enero).

## Historia
Francisco Astaburuaga escribió en 1899 en su obra póstuma Diccionario geográfico de la República de Chile sobre el río:
Río Bueno.-—Río de considerable caudal que tiene nacimiento por los 40° 17' Lat. y 72° 28' Lon. en el ángulo sudoeste del lago de Ranco, de donde sale con violencia por una estrechura de 35 metros de ancho, y sigue en dirección al O. con ligeros recodos por un lecho profundo ceñido de alturas selvosas, llevando suave corriente con uno que otro corto recial hasta poco más abajo de la villa de su nombre, haciéndose después lenta ó panda hasta su desembocadura en el Pacífico por los 40° 16' Lat. y 73º 43' Lon. en el que descarga una cantidad de agua, casi el doble de la del Bío-Bío, y al cabo de unos 110 kilómetros de curso. Es navegable por pequeños vapores hasta Trumao, y por lanchas hasta la expresada villa de Río Bueno y aún 11 kilómetros más arriba hasta Nalcahue; pero de aquí al lago de su origen no es fácil la subida á causa de sus reciales y de ciertas obstrucciones en su cauce. La marea alcanza hasta la continencia del Pilmaiquén entre dicha villa de Río Bueno y Trumao. Á su boca tiene barra, pero fácil de salvarse con prácticos y cerca de ella dentro del río un regular surgidero en el paraje de Cascajal, que se denominó puerto de la salida. Sus riberas en la parte superior son estrechas y después se abren y se allanan en algunas partes tanto que el río se aplaya por grandes espacios en sus avenidas, formando lapachares y pozancos; casi todas se hallan cubiertas de bosques de buenas maderas y extendidas en terrenos susceptibles de provechoso cultivo. Le aumentan el caudal sus afluentes el Contra, el Llollelhue, el Pilmaiquén, el Rahue, el Traiguén &c. Su nombre primitivo era Llinquileuvu, río de ranas, y también Huenuleuvu, río de arriba, viniendo á quedar con el del título por la corrupción de huenu en bueno.
El río Bueno antiguamente era visitado por un gran número de pequeñas y medianas embarcaciones a vela o vapor que, partiendo de Chiloé y otros puertos, llevaban las producciones del departamento de Osorno que embarcaban en las márgenes del Trumao. Esto produjo un gran desarrollo comercial en la zona siendo la principal conexión de Osorno con el resto de Chile e incluso llegando cargamentos desde Europa y Estados Unidos 
Todo esto terminó tras el gran terremoto del 22 de mayo de 1960 cuando el río dejó de ser navegables para naves de calado grande ya que el cauce del río fue desviado, la desembocadura parcialmente tapada y el fondo llenado de sedimentos y rocas por las fuerzas de la naturaleza. 
Sin embargo actualmente aun es necesario el uso de embarcaciones de transporte menor desde el sector de Trumao hasta el sector de su desembocadura (sector conocido como La Barra); ya que no existe un camino terrestre que abarque completamente este tramo del río, por lo que aún se utilizan embarcaciones que recorren este tramo realizando viajes con fines turísticos y de transporte en barcaza.